# Nayuuns-haidagai
Nayuuns-haidagai (“narod velike kuće”), vodeća porodica Gitinsa kod Haida Indijanaca s otoka Kraljice Charlotte. Ova porodica živjela je u gradu Skidegate gdje su imali veliku kuću, a pripadala je klanu. Orla.
Gradski poglavica pripadao je Nayuuns-haidagaima.